# Arondismentul Saintes
Arondismentul Saintes (în franceză Arrondissement de Saintes) este un arondisment din departamentul Charente-Maritime, regiunea Poitou-Charentes, Franța.

## Subdiviziuni

### Cantoane
- Cantonul Burie, 10 gemeentes :
Burie, Chérac, Dompierre-sur-Charente, Écoyeux, Migron, Saint-Bris-des-Bois, Saint-Césaire, Saint-Sauvant, Le Seure en Villars-les-Bois.

- Cantonul Cozes, 14 gemeentes :
Arces, Barzan, Boutenac-Touvent, Brie-sous-Mortagne, Chenac-Saint-Seurin-d'Uzet, Cozes, Épargnes, Floirac, Grézac, Meschers-sur-Gironde, Mortagne-sur-Gironde, Saint-Romain-sur-Gironde, Semussac en Talmont-sur-Gironde.

- Cantonul Gémozac, 16 gemeentes :
Berneuil, Cravans, Gémozac, Jazennes, Meursac, Montpellier-de-Médillan, Rétaud, Rioux, Saint-André-de-Lidon, Saint-Quantin-de-Rançanne, Saint-Simon-de-Pellouaille, Tanzac, Tesson, Thaims, Villars-en-Pons en Virollet.

- Cantonul Pons, 19 gemeentes :
Avy, Belluire, Biron, Bougneau, Brives-sur-Charente, Chadenac, Coulonges, Échebrune, Fléac-sur-Seugne, Marignac, Mazerolles, Montils, Pérignac, Pons (Charente-Maritime), Rouffiac, Saint-Léger, Saint-Seurin-de-Palenne, Saint-Sever-de-Saintonge en Salignac-sur-Charente.

- Cantonul Saint-Porchaire, 15 gemeentes :
Beurlay, Crazannes, Les Essards, Geay, Plassay, Pont-l'Abbé-d'Arnoult, Port-d'Envaux, Romegoux, Saint-Porchaire, Saint-Sulpice-d'Arnoult, Sainte-Gemme, Sainte-Radegonde, Soulignonne, Trizay en La Vallée.

- Cantonul Saintes-Est, 6 gemeentes plus een gedeelte van de gemeente Saintes :
Chaniers, La Chapelle-des-Pots, Colombiers, Courcoury, Les Gonds, La Jard en Saintes (gedeelte van de gemeente).

- Cantonul Saintes-Nord, 5 gemeentes plus een gedeelte van de gemeente Saintes :
Bussac-sur-Charente, Le Douhet, Fontcouverte, Saint-Vaize, Saintes (gedeelte van de gemeente) en Vénérand.

- Cantonul Saintes-Ouest, 8 gemeentes plus een gedeelte van de gemeente Saintes :
Chermignac, Écurat, Nieul-lès-Saintes, Pessines, Préguillac, Saint-Georges-des-Coteaux, Saintes (gedeelte van de gemeente), Thénac en Varzay.

- Cantonul Saujon, 13 gemeentes :
Balanzac, Le Chay, La Clisse, Corme-Écluse, Corme-Royal, Luchat, Médis, Nancras, Pisany, Sablonceaux, Saint-Romain-de-Benet, Saujon en Thézac.

### Comune
| 1. Arces (17015)                    | 2. Avy (17027)                        | 3. Balanzac (17030)                    | 4. Barzan (17034)                      |
| 5. Belluire (17039)                 | 6. Berneuil (17044)                   | 7. Beurlay (17045)                     | 8. Biron (17047)                       |
| 9. Bougneau (17056)                 | 10. Boutenac-Touvent (17060)          | 11. Brie-sous-Mortagne (17068)         | 12. Brives-sur-Charente (17069)        |
| 13. Burie (17072)                   | 14. Bussac-sur-Charente (17073)       | 15. Chadenac (17078)                   | 16. Chaniers (17086)                   |
| 17. La Chapelle-des-Pots (17089)    | 18. Le Chay (17097)                   | 19. Chenac-Saint-Seurin-d'Uzet (17098) | 20. Chermignac (17102)                 |
| 21. Chérac (17100)                  | 22. La Clisse (17112)                 | 23. Colombiers (17115)                 | 24. Corme-Royal (17120)                |
| 25. Corme-Écluse (17119)            | 26. Coulonges (17122)                 | 27. Courcoury (17128)                  | 28. Cozes (17131)                      |
| 29. Cravans (17133)                 | 30. Crazannes (17134)                 | 31. Dompierre-sur-Charente (17141)     | 32. Le Douhet (17143)                  |
| 33. Les Essards (17154)             | 34. Floirac (17160)                   | 35. Fléac-sur-Seugne (17159)           | 36. Fontcouverte (17164)               |
| 37. Geay (17171)                    | 38. Les Gonds (17179)                 | 39. Grézac (17183)                     | 40. Gémozac (17172)                    |
| 41. La Jard (17191)                 | 42. Jazennes (17196)                  | 43. Luchat (17214)                     | 44. Marignac (17220)                   |
| 45. Mazerolles (17227)              | 46. Meschers-sur-Gironde (17230)      | 47. Meursac (17232)                    | 48. Migron (17235)                     |
| 49. Montils (17242)                 | 50. Montpellier-de-Médillan (17244)   | 51. Mortagne-sur-Gironde (17248)       | 52. Médis (17228)                      |
| 53. Nancras (17255)                 | 54. Nieul-lès-Saintes (17262)         | 55. Pessines (17275)                   | 56. Pisany (17278)                     |
| 57. Plassay (17280)                 | 58. Pons (17283)                      | 59. Pont-l'Abbé-d'Arnoult (17284)      | 60. Port-d'Envaux (17285)              |
| 61. Préguillac (17289)              | 62. Pérignac (17273)                  | 63. Rioux (17298)                      | 64. Romegoux (17302)                   |
| 65. Rouffiac (17304)                | 66. Rétaud (17296)                    | 67. Sablonceaux (17307)                | 68. Saint-André-de-Lidon (17310)       |
| 69. Saint-Bris-des-Bois (17313)     | 70. Saint-Césaire (17314)             | 71. Saint-Georges-des-Coteaux (17336)  | 72. Saint-Léger (17354)                |
| 73. Saint-Porchaire (17387)         | 74. Saint-Quantin-de-Rançanne (17388) | 75. Saint-Romain-de-Benet (17393)      | 76. Saint-Romain-sur-Gironde (17392)   |
| 77. Saint-Sauvant (17395)           | 78. Saint-Seurin-de-Palenne (17398)   | 79. Saint-Sever-de-Saintonge (17400)   | 80. Saint-Simon-de-Pellouaille (17404) |
| 81. Saint-Sulpice-d'Arnoult (17408) | 82. Saint-Vaize (17412)               | 83. Sainte-Gemme (17330)               | 84. Sainte-Radegonde (17389)           |
| 85. Saintes (17415)                 | 86. Salignac-sur-Charente (17418)     | 87. Saujon (17421)                     | 88. Semussac (17425)                   |
| 89. Le Seure (17426)                | 90. Soulignonne (17431)               | 91. Talmont-sur-Gironde (17437)        | 92. Tanzac (17438)                     |
| 93. Tesson (17441)                  | 94. Thaims (17442)                    | 95. Thénac (17444)                     | 96. Thézac (17445)                     |
| 97. Trizay (17453)                  | 98. La Vallée (17455)                 | 99. Varzay (17460)                     | 100. Villars-en-Pons (17469)           |
| 101. Villars-les-Bois (17470)       | 102. Virollet (17479)                 | 103. Vénérand (17462)                  | 104. Échebrune (17145)                 |
| 105. Écoyeux (17147)                | 106. Écurat (17148)                   | 107. Épargnes (17152)                  |                                        |